# 大野城市立下大利小学校
大野城市立下大利小学校（おおのじょうしりつ しもおおりしょうがっこう）は、福岡県大野城市東大利四丁目にある公立小学校。

## 概要
大野城市域の中部東方、牛頸川との合流ののちに博多湾に注ぎゆく御笠川の東岸、間近に太宰府市との境界を有する、川縁の一角に位置している。1980年（昭和55年）4月に開校した。

## 通学区域
- 下大利団地、白木原（4丁目13－47恵ビル）、東大利（1丁目1番4号、1丁目2番から15番、2丁目、3丁目1番10号、3丁目2番・4番から16番、4丁目）[2]

## 進学先中学校
- 大野城市立大利中学校[2]

## 周辺
- 太宰府インターチェンジ

わずか東に存在。
- 水城出入口

わずか東に存在。
- 下大利団地

御笠川を隔てた南に存在。

## 交通
わずか東を国道3号が走る。最寄の鉄道駅は西鉄天神大牟田線白木原駅。同線下大利駅もほど近い。

## 著名な出身者
- 栄絵里香（久光スプリングス）※日本代表
- 青木定治